# الملياردير المتخفي
الملياردير المتخفي (بالإنجليزية: Undercover Billionaire)‏ هو مسلسل تلفزي واقعي على قناة ديسكفري. عرض البرنامج لأول مرة في 6 أغسطس 2019، وبثت الحلقة الأخيرة من «الموسم الأول» في 24 أيلول/سبتمبر. يستعرض المسلسل الملياردير جلين ستيرنز، مؤسس شركة ستيرنز للإقراض، حيث يحاول بدء أعمال تجارية بقيمة مليون دولار في مدينة إيري، في ولاية بنسلفانيا على مدار 90 يومًا، مستعيناً بسيارة نصف-نقل (شاحنة بيك-أب) وهاتف خالٍ من جهات الإتصال ومئة دولار فقط، سعياً لإثبات أن الحلم الأمريكي ما زال حياُ، وأن ثروته لم تكن نابعة من الحظ.
يتتبع المسلسل ستيرنز وهو يحدد المشروع المحتمل، ويجمع طاقمًا لمساعدته، ويبني حصته الأولية البالغة 100 دولار بما يكفي لتمويل شركة ناشئة، فيفتتح مطعم شواء يدعى Underdog BBQ. تم توضيح وجود طاقم أفلام ديسكفري تشانيل بقوله إنهم كانوا يتتبعونه لفيلم وثائقي عن بناء شركة صغيرة من الصفر.

## روابط خارجية
- "Discovery's 'Undercover Billionaire' explains how recovering from cancer inspired him to try and turn $100 into a million-dollar business in 90 days on TV". Business Insider. August 6, 2019.
- "Inside the 'Undercover Billionaire' TV show filmed in Erie". goerie.com. 21 يوليو 2019. مؤرشف من الأصل في 2019-09-21.